# Lavender Haze
Singles de Taylor Swift
Anti-Hero
(2022) Karma
(2023)
Lavender Haze est une chanson de l'auteure-compositrice-interprète américaine Taylor Swift, tirée de son dixième album studio, Midnights (2022). La chanson est écrite par Swift, Jack Antonoff, Jahaan Sweet, Sounwave, Zoë Kravitz et Sam Dew, et elle est produite par les quatre premiers en plus de Braxton Cook. Le titre fait référence à une expression courante datant des années 1950 pour désigner l'état d'amour, inspirée de la série Mad Men. Republic Records diffuse la chanson à la radio américaine le 29 novembre 2022, en tant que deuxième single de l'album.
Lavender Haze a une production influencée par l'Electro hop, animée par une ligne de basse percutante, des synthétiseurs modulaires et des voix de fausset superposées dans le refrain. Les critiques décrivent son genre comme étant Electropop, ambient house, R&B et disco. Inspirées par l'attention médiatique portée à la relation amoureuse entre Swift et l'acteur anglais Joe Alwyn, les paroles parlent d'une narratrice ignorant les opinions des autres et affirmant qu'elle veut rester amoureuse de son amant. Les critiques louent la chanson pour ce qu'ils considèrent comme une ambiance sensuelle, une production accrocheuse et des paroles simples.
Le single atteint la deuxième place des charts en Australie, au Canada, en Irlande, en Nouvelle-Zélande, aux États-Unis et du Billboard Global 200. Il atteint aussi le top 10 dans de nombreux autres pays. Le clip de Lavender Haze, écrit et réalisé par Swift, sort le 27 janvier 2023. Il incorpore des éléments visuels psychédéliques et surréalistes et présente le mannequin dominicain-américain Laith Ashley (en) comme l'intérêt amoureux de Swift. Elle inclus Lavender Haze dans la setlist de sa sixième tournée, The Eras Tour (2023-2024).

## Contexte et production
L'auteure-compositrice-interprète américaine Taylor Swift annonce son dixième album studio, Midnights, aux MTV Video Music Awards le 28 août 2022. Elle révèle la date de sortie prévue au 21 octobre, mais ne divulgue pas immédiatement la liste des titres. À partir du 21 septembre, Swift commence à dévoiler la liste des morceaux dans un ordre aléatoire à travers sa série de courtes vidéos de 13 épisodes Midnights Mayhem with Me sur TikTok,. Dans chaque vidéo, Swift fait rouler une cage de loterie contenant 13 balles de ping-pong numérotées de une à treize, chacune représentant une piste, et lorsqu'une balle tombe, elle révèle le titre de la piste correspondante via un téléphone.
Dans le neuvième épisode du 7 octobre 2022, Swift annonce le titre du morceau d'ouverture de l'album comme étant Lavender Haze,. Après avoir divulgué le titre du morceau, Swift partage via une publication Instagram qu'elle a découvert l'expression "lavender haze", qui décrit l'état d'être amoureux, en regardant la saison 2, épisode 12 de la série dramatique d'époque Mad Men,. Intriguée par sa signification et son origine supposée remontant aux années 1950, elle voit des parallèles entre l'expression et sa relation avec l'acteur anglais Joe Alwyn. Pour Swift : « [Quand] vous êtes dans la « brume de lavande », vous ferez tout pour y rester et ne pas laisser les gens vous faire tomber de ce nuage »,.
Swift révèle les crédits d'écriture de Midnights le 18 octobre 2022. Lavender Haze est écrite par un groupe comprenant Swift, Jack Antonoff, Sounwave, Jahaan Sweet, Sam Dew et Zoë Kravitz,,. Les quatre premiers auteurs-compositeurs sont également producteurs et utilisent un échantillon vocal du musicien de jazz Braxton Cook, qui est crédité comme producteur supplémentaire. Antonoff et l'ingénieur du son Laura Sisk enregistrent le morceau au Rough Customer Studio à Brooklyn, aux studios Electric Lady à New York et au Henson Recording Studio à Los Angeles. Les musiciens de Lavender Haze incluent Antonoff, qui programme la chanson et joue de la batterie, des synthétiseurs modulaires, du Juno-6, du Mellotron et du Wurlitzer ; Sweet, qui joue de la basse, du pad de basse, de la flûte et de Juno ; Dominik Rivinus, qui joue des caisses claires enregistrées par Ken Lewis au Neon Wave Studio à Pirmasens, en Allemagne. Serban Ghenea mixe Lavender Haze aux MixStar Studios à Virginia Beach, Virginie, et Randy Merrill le masterise au Sterling Sound à Edgewater, New Jersey. Sur les éditions vinyle, le morceau est masterisé par Ryan Smith au Sterling Sound à Nashville, Tennessee.

## Composition et paroles
Lavender Haze est emmené par une ligne de basse percutante générée avec une basse synthétisée, des rythmes downtempo, et des synthétiseurs modulaires tourbillonnants. Dans le morceau, Swift chante avec sa voix superposée et haletante du registre supérieur qui mène au fausset dans le refrain, accompagnée des voix de fond aiguës d'Antonoff,,. Les critiques musicaux décrivent la production comme rêveuse, maussade et sensuelle,.
Le consensus critique est que la musique du morceau est liée à une variété de genres. Des critiques telles que celles publiées dans The Times et The Sydney Morning Herald la qualifie de chanson enracinée dans les genres synth-pop, et dream pop, tout en évoquant également l'ambient house et des éléments de genres rythmiques comme R&B, et hip hop,. Alex Blimes d'Esquire décrit la chanson comme une « disco doux ». Dans Vulture, le musicologue Nate Sloan et les journalistes Charlie Harding et Reanna Cruz déclarent que le son de synth-basse proéminent évoque un ensemble de styles de musiques de danse, d'electronic dance music, de techno, UK garage et de jungle. Harding déclare que la ligne de basse utilisée dans Lavender Haze est la basse Reese, un son de synthétiseur qui caractérise un patch de basse très grave. Certains critiques comparent le son du morceau à celui de l'album Reputation de Swift en 2017,. Ann Powers de NPR pensent que les voix superposées et la batterie synthétisée rappellent la musique de Whitney Houston et Neil McCormick de The Telegraph écrit que le « funkiness » de fausset évoque les styles de Prince.
Les paroles parlent de l'examen minutieux des tabloïds et des rumeurs en ligne auxquelles Swift et Alwyn sont confrontées, et du désir de rester à l'écart de la presse avec son amant. Dans les paroles, une narratrice ne tient pas compte des opinions des autres sur sa relation : « Tout ce qu'ils me demandent / C'est si je vais être ton épouse / La seule sorte de fille qu'ils voient / C'est une relation d'une nuit ou une femme » (All they keep asking me / Is if I'm gonna be your bride / The only kinda girl they see / Is a one-night or a wife). Elle ignore l'examen minutieux de sa vie amoureuse, la qualifiant d'intolérante et dépassée (« la merde des années 1950 qu'ils veulent de moi »),. Elle qualifie les questions entourant la relation de « vertigineuses » et complimente le mépris d'Alwyn envers les enquêtes publiques sur leur relation. Elle finit par se débarrasser du jugement : « Continuez de parler et devenez viral / J'ai juste besoin que cet amour tourne en spirale » (Talk your talk and go viral / I just need this love to spiral). Les publications médiatiques écrivent que les paroles présentent un point de vue féministe et dénoncent les conceptions misogynes sur les rôles de genre,,.

## Réception critique
Lavender Haze est acclamé par les critiques musicaux. Brittany Spanos de Rolling Stone décrit la chanson comme la plus explicite de l'album sur le « champ de force protecteur » de Swift et la compare à Cruel Summer (2019) sur le plan thématique, les deux parlant de « la lueur d'amour traversant toute la négativité, la critique et les expectations ». Sur le plan sonore, Spanos fait l'éloge du son sobre, « subtil et chatoyant » du morceau, créant l'ambiance de Midnights comme morceau d'ouverture. Chris Willman de Variety estime que la chanson rappelle Swift « de retour sur le territoire autobiographique en tant que parolier ». Paul Bridgewater de The Line of Best Fit choisi Lavender Haze comme l'un des morceaux les plus forts de l'album, et Mary Siroky de Consequence la sélectionne comme l'un des trois morceaux essentiels de l'album, aux côtés de Anti-Hero et Karma. Pour Konstantinos Pappis de Our Culture Mag, sa production « époustouflante » donne le ton à la « lueur radieuse, presque sourde » de Midnights. Rick Quinn, écrivant pour PopMatters, qualifie la chanson de « mélodie contagieuse et dansante ». La critique de Paste, Ellen Johnson, déclare que la chanson a une mélodie « sensuelle » et que les paroles expriment un « mécontentement féministe ». En congruence, Carl Wilson de Slate écrit que Lavender Haze fait référence au complexe Madonne/pute. Billboard classe Lavender Haze comme la 69e meilleure chanson de 2022.

## Sortie
Sorti le 21 octobre 2022, en tant que morceau d'ouverture de Midnights,. Lavender Haze sort sur la radio contemporaine américaine en tant que deuxième single de l'album le 29 novembre 2022. Un remix tropical house de Lavender Haze du DJ allemand Felix Jaehn sort le 10 février 2023,. Trois autres remix de Tensnake, Snakehips et Jungle, respectivement, suivent le 3 mars 2023,,. Tous les trois, ainsi que le remix de Felix Jaehn, sont également diffusés ensemble le même jour sur les services de streaming dans un EP de remix. Une version acoustique est mise à disposition en téléchargement numérique et sur les services de streaming le 31 mars 2023,.

## Performances commerciales

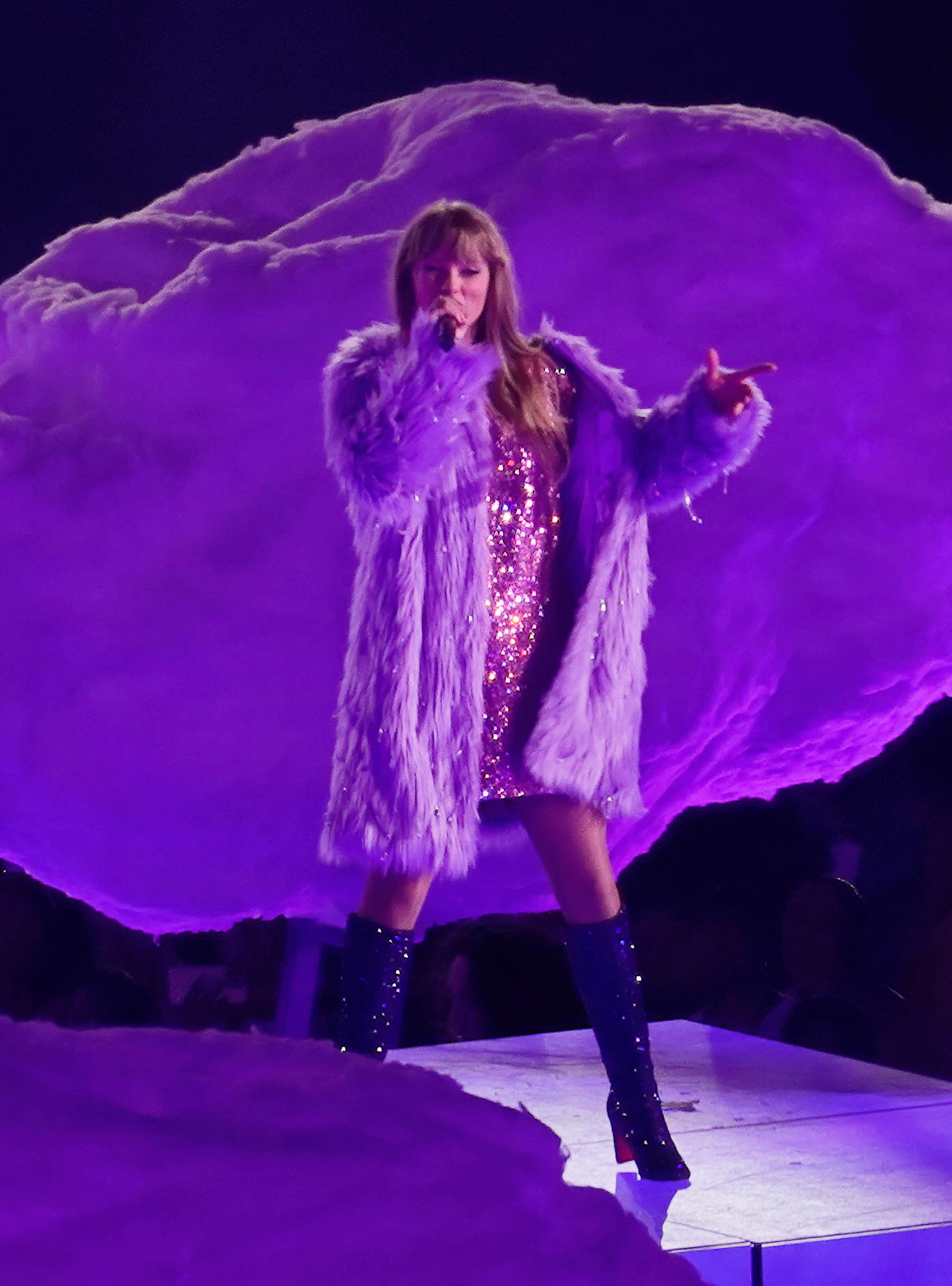
Swift interprétant Lavender Haze pendant The Eras Tour (2023)

Lavender Haze est écouté plus de 16,4 millions de fois au cours de ses premières 24 heures sur Spotify dans le monde, devenant ainsi le deuxième plus grand jour d'ouverture d'une chanson dans l'histoire de la plateforme, derrière le premier single de l'album Anti-Hero,. Il fait ses débuts à son apogée au deuxième rang du Billboard Global 200, derrière Anti-Hero.
Aux États-Unis, les titres de Midnights occupent tout le top 10 du Billboard Hot 100 ; Lavender Haze fait ses débuts et culmine  à la deuxième place (derrière Anti-Hero) avec 41,4 millions de flux, 2 800 téléchargements numériques vendus et 2,4 millions d'audience. Elle devient la première artiste à occuper simultanément toutes les places du top 10 du Hot 100 ; et le premier artiste à occuper simultanément tout le top 10 des classements Hot 100, Streaming Songs et Digital Songs. Midnights devient également le premier album de l'histoire à contenir dix chansons dans le top 10. Lavender Haze passe une deuxième semaine consécutive dans le top 10 du Hot 100, aux côtés de Anti-Hero, Bejeweled et Midnight Rain.
Après sa sortie en tant que deuxième single de Midnights, Lavender Haze atteint la cinquième place du Pop Airplay et la quatrième place des charts Adult Pop Airplay, devenant ainsi le vingtième top 10 de Taylor Swift sur le premier et son vingt-septième sur le dernier ; il s'agit également de sa quatorzième entrée dans le top cinq sur le premier et de son quinzième record sur le second. Elle devient sa dix-septième chanson à entrer dans le top 10 du classement Hot 100 Airplay, égalant Jay-Z, Ludacris, P!nk, T-Pain et Usher au dixième rang des 10 meilleurs singles radio de l'histoire.
Ailleurs, Lavender Haze est présenté dans 21 autres pays. Il atteint le top 5 en Australie, au Canada, en Irlande, en Nouvelle-Zélande, aux Philippines au Royaume-Uni, en Malaisie et à Singapour ; le top 10 en Inde, au Portugal, au Vietnam, en Islande et en Afrique du Sud ; et le top 20 au Luxembourg, en Norvège, en Lituanie, en Autriche, en Croatie, à Hong Kong, en République tchèque et en Suède.
 

## Clip musical
Le clip de Lavender Haze est teasé avec les clips de Anti-Hero et Bejeweled lors de la bande-annonce de l'album Midnights sur Amazon Prime Video le 20 octobre 2022. Il est diffusé sur la chaîne Vevo de Swift sur YouTube à minuit EST le 27 janvier 2023.
Dans la vidéo psychédélique,, Taylor Swift se lève de son lit, où son amant, interprété par Laith Ashley, dort. Une brume couleur lavande apparaît sous le lit et envahit la pièce. La vidéo montre Swift sur un canapé en train de regarder une chaîne météo à la télévision, vêtu d'un manteau violet en fausse fourrure. Elle rampe vers la télévision à travers des parcelles de fleurs de lavande et sépare l'écran comme des rideaux, révélant des carpes koï nageant dans l'espace avec des étoiles et des nuages violets brillants. Dans la scène suivante, Swift semble apparemment déshabillé dans une piscine aux teintes violettes. La vidéo s'intercale entre Swift dans la piscine et la lavande avant de couper lors d'une fête avec son amant, où ils dansent, engloutis dans la brume lavande. La vidéo se termine avec Swift de retour dans sa chambre. Les murs tombent soudainement, révélant que la maison flotte dans l'espace, puis la laisse sur un nuage entouré de carpes koi flottants. La vidéo contient de nombreux œufs de Pâques liés à d'autres morceaux de Midnights,.

## Charts

### Classements hebdomadaires
| Classement (2022)                      | Meilleure position |
| -------------------------------------- | ------------------ |
| Allemagne (GfK Entertainment)          | 71                 |
| Argentine (Hot 100)                    | 40                 |
| Australie (ARIA)                       | 2                  |
| Autriche (Ö3 Austria Top 40)           | 15                 |
| Belgique (Flandre Ultratop 50 Singles) | 49                 |
| Canada (Hot 100)                       | 2                  |
| Canada (AC)                            | 16                 |
| Canada (CHR/Top 40)                    | 6                  |
| Canada (Hot AC)                        | 5                  |
| Croatie (Billboard)                    | 17                 |
| Danemark (Tracklisten)                 | 27                 |
| Espagne (PROMUSICAE)                   | 36                 |
| États-Unis (Hot 100)                   | 2                  |
| États-Unis (Dance/Mix Show Airplay)    | 6                  |
| France (SNEP)                          | 78                 |
| Global 200 (Billboard)                 | 2                  |
| Grèce (IFPI Greece)                    | 6                  |
| Hong Kong (Billboard)                  | 17                 |
| Hongrie (Stream Top 40)                | 26                 |
| Inde (IMI (en))                        | 6                  |
| Indonésie (Billboard)                  | 25                 |
| Irlande (Irish Singles Chart)          | 2                  |
| Islande (Tónlistinn)                   | 9                  |
| Italie (FIMI)                          | 63                 |
| Lituanie (AGATA)                       | 14                 |
| Luxembourg (Billboard)                 | 12                 |
| Malaisie (Billboard)                   | 5                  |
| Norvège (VG-lista)                     | 13                 |
| Nouvelle-Zélande (RMNZ)                | 2                  |
| Pays-Bas (Single Top 100)              | 22                 |
| Philippines (Billboard)                | 3                  |
| Portugal (AFP)                         | 7                  |
| Royaume-Uni (UK Singles Chart)         | 3                  |
| Singapour (RIAS (en))                  | 4                  |
| Slovaquie (IFPI Singles Digitál)       | 22                 |
| Suède (Sverigetopplistan)              | 18                 |
| Suisse (Schweizer Hitparade)           | 18                 |
| Tchéquie (IFPI Rádio)                  | 57                 |
| Tchéquie (IFPI Singles Digitál)        | 18                 |
| Viêt Nam (Billboard)                   | 8                  |

### Certifications
| Région                                                                                                 | Certification | Ventes/Streams |
| --- | ------------- | -------------- |
| Australie (ARIA)                                                                                       | Or            | 35 000^        |
| Canada (Music Canada)                                                                                  | Platine       | 80 000^        |
| Nouvelle-Zélande (RMNZ)                                                                                | Or            | 15 000         |
| Portugal (AFP)                                                                                         | Or            | 5 000x         |
| Royaume-Uni (BPI)                                                                                      | Or            | 400 000        |
| *Ventes selon la certification ^Mise en rayon selon la certification xNon précisé par la certification |               |                |

## Historique des versions
| Région     | Date             | Format                   | Version           | Étiquettes) | Ref.    |
| ---------- | ---------------- | ------------------------ | ----------------- | ----------- | ------- |
| États-Unis | 29 novembre 2022 | Contemporary hit radio   | Original          | Republic    | [ 44 ]  |
| États-Unis | 27 janvier 2023  | Téléchargement numérique | Original          | Republic    | [ 116 ] |
| Divers     | 10 février 2023  |                          | Félix Jaehn remix | Republic    | [ 117 ] |
| États-Unis | 3 mars 2023      | Téléchargement numérique | Tensnake remix    | Republic    | [ 47 ]  |
| États-Unis | 3 mars 2023      | Téléchargement numérique | Snake remix       | Republic    | [ 48 ]  |
| États-Unis | 3 mars 2023      | Téléchargement numérique | Jungle remix      | Republic    | [ 49 ]  |
| Divers     | 3 mars 2023      |                          | Remixes           | Republic    | [ 50 ]  |
| Italie     | 17 mars 2023     | Diffusion radio          | Original          | Universal   | [ 118 ] |
| Divers     | 31 mars 2023     |                          | Acoustique        | Republic    | ,       |